# المسجد الكبير (الطائف)
المسجد الكبير(الطائف)، يعتبر من المساجد الموجودة في محافظة الطائف.

## موقع المسجد
يقع المسجد الكبير عند مدخل محافظة الطائف، ويتواجد في أرضٍ تُحيط بها مواقف السيارات وتبلغ مساحة الموقع ما يقارب ثمانين ألف متر مربع، كما تُقدر المساحة التقريبية للمسجد 13600م، ويكون اتجاه القبلة نحو الغرب.

## مكونات المسجد
- مصلى للرجال يتسع لحوالي 11000 مصل
- مصلى للنساء
- صحن خارجي
- أماكن لوضوء الرجال
- أماكن لوضوء النساء
- دورات مياه للرجال
- دورات مياه للنساء
- سكن للإمام
- سكن للمؤذن [2]

## فكرة البناء
تتسم فكرة المشروع بالبساطة والوضوح حيث تتجلى البساطة من قاعة الصلاة والفناء المقابل لها حيث وضعت فيه المواضي مما يسهل الحركة، وتمتد قاعة الصلاة طولياً إذ تبلغ نسبة الطول إلى العرض 3:4 ، وقد بنيت الوحدات التصميمية مربعة الشكل في الأركان ذات الأربع أعمدة، ويبلغ عدد هذه الوحدات عشرون وحدة، وكما يُشكل فراغ القبة التي يبلغ ارتفاعها أكثر من ضعف ارتفاع سقف المسجد، وقد عكس الصحن والمنارتين والقبة والامتداد الأفقي للفراغ فلسفة العمارة الإسلامية، ومما أضفى التناسق على الموقع في المسجد مرونة وضع السيارات في موقع السيارات والمساحة المحيطة بالمسجد خُصصت للمشاة، وأمتاز المسجد بتصميمه الخالي من النوافذ حيث يعتمد اعتماداً كلياً في دخول الإضاة عبر أبواب المداخل التي وزعت على جانبي قاعة الصلاة حيث يبلغ عددها ستة أبواب على كل جانب، إضافة إلى باب جانب المحراب وباب المدخل الرئيس، ويتألف مدخل الباب القياسي من ستة أبواب حيث يتألف من فتحة مستطيلة الشكل ارتفاعها يقارب إلى ثمانية أمتار وعرضها حوالي خمس أمتار، وتتألف الفتحة من جزأين سفلي أغلبه أبواب خشبية تعلوها أقواس مدببة، كما رُكبت الفتحات بزجاج داخل من إطارات من أقواس متداخلة منحنية، كما يميز المشروع وجود المواضئ في الهواء الطلق داخل الفناء خلف جدران تتخذ الشكل النصف دائري، وهذه الجدران أُضيفت إلى داخل قاعة الصلاة حيث توجد بين مداخل الأبواب حيث تظهر في الواجهات كأبراج الحصون والقلاع.

## الاهتمامات بالمسجد
وجه الملك فهد بن عبدالعزيز آل سعود بإقامة مصلى جديد للمسجد لتأدية صلاة العيد خارج المدينة، وإنشاء جامع نموذجي مكان المصلى السابق.

## وصلات خارجية
- مساجدُ الطائف القديمة تحفةٌ معماريةٌ.. وشاهدٌ حضاري.
- مساجد وقصور الطائف وحصونها الأثرية شواهد على العراقة.